# Premi Unión de Actores a la millor interpretació secundària de cinema
El Premi a la millor interpretació secundària en la seva secció de cinema lliurat per la Unión de Actores y Actrices entre 1991 i 2001 reconeixia la millor interpretació d'un actor o actriu no protagonista dins d'una pel·lícula.
Des de l'edició de 2002, aquesta categoria es desdobla en:
- Millor actriu secundària de cinema
- Millor actor secundari de cinema

## Guardonats
| Any  | Guanyadora            | Pel·lícula                                      |  |
| ---- | --------------------- | ----------------------------------------------- |  |
| 2001 | Elena Anaya           | Lucía y el sexo                                 |  |
| 2000 | Emilio Gutiérrez Caba | La Comunidad                                    |  |
| 1999 | Antonia San Juan      | Todo sobre mi madre                             |  |
| 1998 | Paco Algora           | Barrio                                          |  |
| 1997 | Charo López           | Secretos del corazón                            |  |
| 1996 | Nancho Novo           | La Celestina                                    |  |
| 1995 | Pilar Bardem          | Nadie hablará de nosotras cuando hayamos muerto |  |
| 1994 | Javier Bardem         | Días contados                                   |  |
| 1993 | Fernando Valverde     | Sombras en una batalla                          |  |
| 1992 | Penélope Cruz         | Belle Époque                                    |  |
| 1991 | Fernando Valverde     | Alas de mariposa                                |  |